# Nikita Starostin
Nikita Maximowitsch Starostin (russisch Никита Максимович Старостин; * 13. Juni 2002 in Sankt Petersburg, Russland) ist ein ehemals russischer, jetzt deutscher Eiskunstläufer, der im Einzellauf antritt. Er ist der Deutsche Meister der Jahre 2023 und 2025.

## Sportliche Karriere
Nikita Starostin begann 2009 mit dem Eiskunstlauf. Bei der CS Tallinn Trophy 2016 gewann er als Junior für Russland die Bronzemedaille. 2018 zog er nach Deutschland und wiederholte 2018 die Bronzemedaille bei der CS Tallinn Trophy. Er trainierte im EC Oberstdorf bei Julija Kulibanowa und gewann die Silbermedaille bei den deutschen Juniorenmeisterschaften. Nach einer Pause in der Saison 2020/21 wechselte er zur Saison 2021/22 von den Junioren- zu den Erwachsenen-Wettbewerben. Er trainiert seitdem im ERC Westfalen sowie bei Jorik Hendrickx in Antwerpen. Seine Choreografien entwickelt der ungarische Tänzer und Choreograf Adam Solya.
Bei seinen ersten Deutschen Eiskunstlaufmeisterschaften gewann Starostin mit seinem Kurzprogramm zu dem Lied Latch der Band Disclosure und seiner Kür zu Stay von Scott Alan die Bronzemedaille. 2022 trat Starostin für Deutschland bei den Europameisterschaften und Weltmeisterschaften an, wo er den 13. bzw. 22. Platz erreichte.
In der Saison 2022/23 trat Starostin mit einem Kurzprogramm zu Maria aus dem Musical West Side Story und einer Kür zu Jamiroquai an. Er gewann die Bronzemedaille bei der Icechallenge und im Januar 2023 die Deutsche Meisterschaften. Er vertrat Deutschland bei den Europameisterschaften 2023, wo er den 15. Platz erreichte. Bei den Weltmeisterschaften 2023 erzielte er eine neue persönliche Bestleistung und belegte Platz 19.
In der Saison 2022/23 erhielt Starostin als Nachrücker seine erste Einladung in die ISU-Grand-Prix-Serie. Er belegte beim Grand Prix Finnland 2023 den 7. Platz. Bei den Deutschen Meisterschaften 2024 wurde er Zweiter hinter Kai Jagoda, erhielt aber dennoch den deutschen Startplatz für die Europameisterschaften 2024. Dort konnte er sein gutes Ergebnis von 2022 wiederholen, indem er 13. wurde. Bei der Weltmeisterschaft gelang ihm aufgrund vieler Fehler im Kurzprogramm nicht die Qualifikation für die Kür und er belegte den 32. Platz.
Starostin erhielt 2024 die deutsche Staatsbürgerschaft.
Bei den Deutschen Meisterschaften 2025 konnte Starostin seinen Titel zurückgewinnen und wurde zum zweiten Mal Deutscher Meister. Er trat bei den Europameisterschaften 2025 an. Dort belegte er den 27. Platz, womit er nicht in der Kür antreten konnte. Bei den Eiskunstlauf-Weltmeisterschaften 2025 erreichte er Platz 28, was ebenfalls nicht für das Kür-Finale reichte.

## Ergebnisse
Für Deutschland
| Meisterschaft / Saison           | 2017/18 | 2018/19 | 2019/20 | 2020/21 | 2021/22 | 2022/23 | 2023/24 | 2024/25 |
| -------------------------------- | ------- | ------- | ------- | ------- | ------- | ------- | ------- | ------- |
| Weltmeisterschaften              |         |         |         |         | 22.     | 19.     | 32.     | 28.     |
| Europameisterschaften            |         |         |         |         | 13.     | 15.     | 13.     | 27.     |
| Deutsche Meisterschaften         |         |         |         |         | 3.      | 1.      | 2.      | 1.      |
| Grand-Prix-Wettbewerb / Saison   | 2017/18 | 2018/19 | 2019/20 | 2020/21 | 2021/22 | 2022/23 | 2023/24 | 2024/25 |
| Grand Prix Finnland              |         |         |         |         |         |         | 7.      |         |
| Juniorenwettbewerb / Saison      | 2017/18 | 2018/19 | 2019/20 | 2020/21 | 2021/22 | 2022/23 | 2023/24 | 2024/25 |
| Juniorenweltmeisterschaften      | 24.     |         |         |         |         |         |         |         |
| Junior CS Tallinn Trophy         |         | 3.      |         |         |         |         |         |         |
| Junior Grand Prix Slowenien      | 12.     |         |         |         |         |         |         |         |
| Junior Grand Prix Russland       |         | 16.     |         |         |         |         |         |         |
| Deutsche Juniorenmeisterschaften |         | 7.      | 2.      |         |         |         |         |         |

Für Russland
| Juniorenwettbewerb / Saison | 2016/17 |
| --------------------------- | ------- |
| Junior CS Tallinn Trophy    | 3.      |